# Dombey i fill
Dombey i fill (en anglés: Dombey and Són) és una novel·la escrita per Charles Dickens i publicada en fulletó entre octubre de 1846 i abril de 1848, amb el títol de Repartiments amb la firma de Dombey i del fill: venda a l'engròs, venda al detall i per a l'exportació. Dickens començà a escriure el llibre a Lausana, Suïssa, abans de tornar a Anglaterra per París per completar-lo. Les il·lustracions són de Hablot Knight Browne.

## Argument
La història tracta sobre Paul Dombey, amo ric d'una companyia de trameses, que somia tenir un fill per continuar el negoci. La novel·la comença quan el seu fill naix, i l'esposa de Dombey mor poc després de donar a llum. El xiquet, també anomenat Paul, és feble i sovint està malalt, a més és poc social; els adults li diuen “passat de moda”. A causa de les malalties, el Sr. Dombey l'envia a una escola prop de la mar, però el nen mor amb sol sis anys.
Després de la mort del seu fill, Dombey empeny la seua filla, Florència, a separar-se d'ell. Florència desenvolupa una aferrada amistat amb Walter, que la rescatà quan ella es va perdre de nena. Walter treballa per a Dombey, però amb les manipulacions de l'encarregat de la firma, Sr. Carker, acaba treballant a Barbados. El seu vaixell es perd i l'oncle de Walter es fa a la mar per anar a buscar el seu nebot.
L'amor que sent Florència al principi pel seu pare evita que se'n vaja, però al final conspira contra ell al costat del Sr. Carker, junts arruïnaran la imatge pública de Dombey. La Sra. Dombey informa Carker que Florència torna amb el seu pare. Boig, sense esperances financeres ni personals, Carker se suïcida tirant-se a les vies del tren.
Des de la mort de Carker la companyia del Sr. Dombey s'esfonsa, i aquest acaba arruïnat. Walter torna a casa després de la tragèdia del naufragi, i es casa amb Florència, que es reconcilia amb el seu pare. Així Dombey acaba trobant la felicitat al costat de la seua filla.

## Temes
Com en la majoria de les obres de Dickens hi ha temes de caràcter social. S'ocupa d'una cosa comuna en aquell temps, les finances. Altres temes en són la crueltat amb els xiquets (sobretot en la relació de Dombey amb Florència), les relacions familiars, la traïció, l'engany i les seues conseqüències. També tracta sobre l'orgull i l'arrogància.
Un tema secundari n'és la destrucció i la degradació de la gent i de llocs causades per la industrialització.

## Personatges
- Sr. Paul Dombey, l'amo ric de la companyia.
- Senyora Fanny Dombey, primera esposa del Sr. Dombey, mare de Florència i Paul.
- Paul Dombey (fill), és feble i sovint està malalt.
- Srta. Florència Dombey, la filla major.
- James Carker (Sr. Carker l'encarregat).
- Walter, amic de Florència, empleat del Sr. Dombey.